# Red Beans and Rice
Red beans and rice ist ein Eintopfgericht aus den Südstaaten der USA, das vor allem für die Region um New Orleans typisch ist und ursprünglich aus der kreolischen Küche stammt, aber auch in der Cajun-Küche in Louisiana zu finden ist.

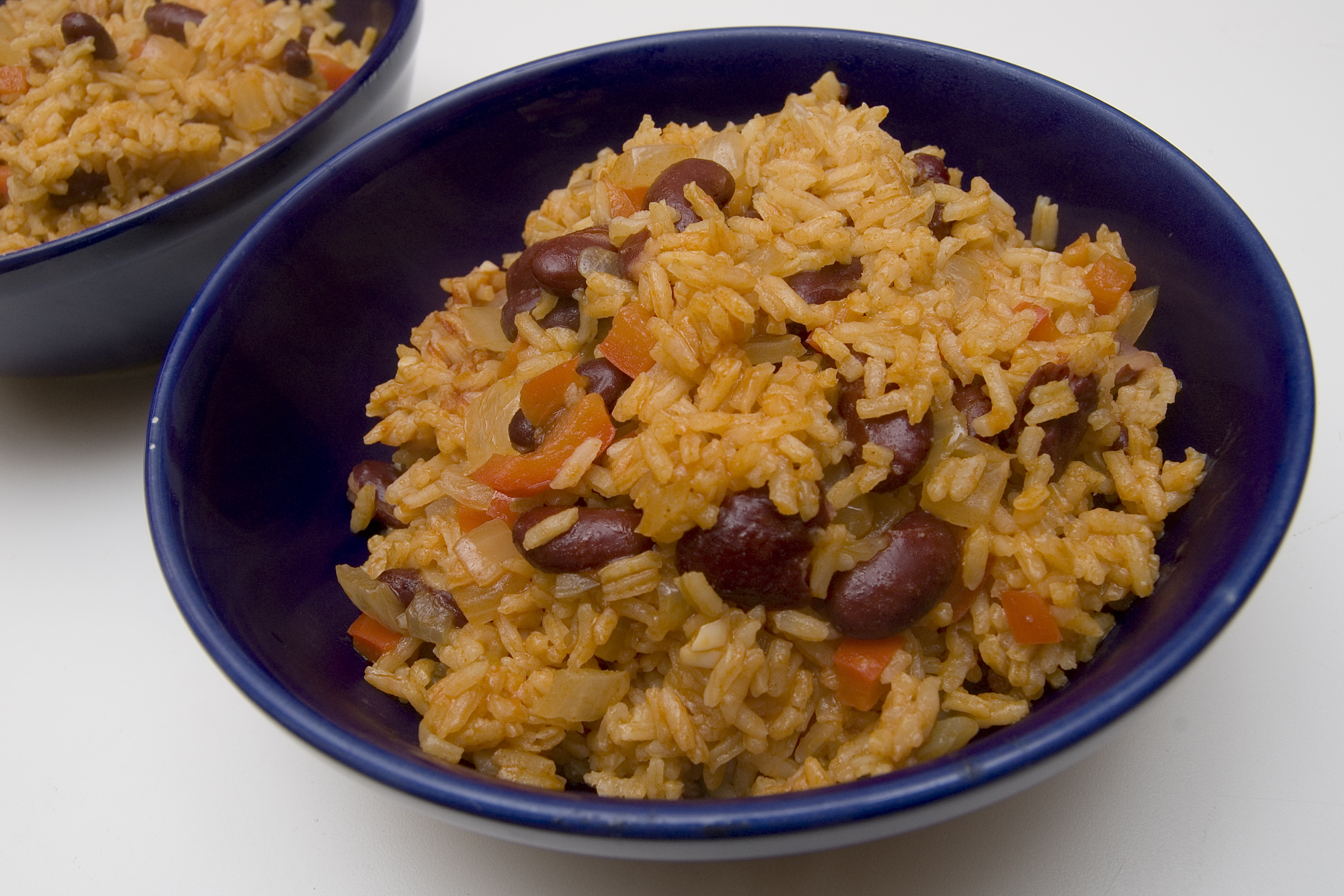
Red beans and rice mit Paprika

Der Eintopf, dessen Hauptbestandteile rote Bohnen (vielfach Kidney-Bohnen, aber auch spezielle rote Bohnen aus Louisiana) und Reis sind, wird traditionell montags mit vom Wochenende übriggebliebenen geräucherten oder gepökelten Schinkenknochen zubereitet, die im Gericht ausgekocht werden und ihm zusätzliche Würze verleihen. 
Weitere häufig verwendete Zutaten sind geräucherte Würste und Knoblauch sowie die sogenannte „Cajun-Dreifaltigkeit“, die aus Zwiebeln, Gemüsepaprika und Stangensellerie besteht, abgeschmeckt wird kräftig mit Tabascosauce.
Zur gleichen regionalen Küche zählen unter anderem Gerichte wie Dirty Rice, Gumbo, Jambalaya und Eggs Sardou. 